# .cn
.cn е интернет домейн от първо ниво за Китай. Администрира се от Китайския информационен интернет център.
Днес е вторият най-използван домейн от първо ниво след .com, но преди .de и .net с над 12 милиона регистрации.

## Общи домейни от второ ниво
- .ac.cn
- .com.cn
- .edu.cn
- .gov.cn
- .net.cn
- .org.cn

## Домейни от второ ниво по провинции
- .ah.cn: Анхуей
- .bj.cn: Пекин
- .cq.cn: Чунцин
- .fj.cn: Фудзиен
- .gd.cn: Гуандун
- .gs.cn: Гансу
- .gz.cn: Гуейджоу
- .gx.cn: Гуанси-джуански автономен регион
- .ha.cn: Хънан
- .hb.cn: Хубей
- .he.cn: Хъбей
- .hi.cn: Хайнан
- .hl.cn: Хъйлундзян
- .hn.cn: Хунан
- .jl.cn: Дзилин
- .js.cn: Дзянсу
- .jx.cn: Дзянси
- .ln.cn: Ляонин
- .nm.cn: Вътрешна Монголия
- .nx.cn: Нинся-хуейски автономен регион
- .qh.cn: Цинхай
- .sc.cn: Съчуан
- .sd.cn: Шандун
- .sh.cn: Шанхай
- .sn.cn: Шънси
- .sx.cn: Шанси
- .tj.cn: Тиендзин
- .tw.cn: Тайван
- .xj.cn: Синдзян-уйгурски автономен регион
- .xz.cn: Тибетски автономен регион
- .yn.cn: Юнан
- .zj.cn: Джъдзян